# Mystic Island
Mystic Island is een plaats (census-designated place) in de Amerikaanse staat New Jersey, en valt bestuurlijk gezien onder Ocean County.

## Demografie
Bij de volkstelling in 2000 werd het aantal inwoners vastgesteld op 8694.

## Geografie
Volgens het United States Census Bureau beslaat de plaats een oppervlakte van
20,1 km², waarvan 19,7 km² land en 0,4 km² water.

## Plaatsen in de nabije omgeving
De onderstaande figuur toont nabijgelegen plaatsen in een straal van 20 km rond Mystic Island.